# Јаворка Марков Јоргован
Јаворка Марков Јоргован (Кетфељ, 1949) српска је књижевница и професорка румунског и француског језика, која се бави очувањем културне и духовне баштине Срба у Румунији, пре свега кроз књижевност.

## Биографија
Јаворка Марков Јоргован рођена је 1949. године. Студирала је у Темишвару на Филолошком факултету, на одсеку за румунски језик и књижевност. Професорка је румунског и француског језика. Ради као професорка у родном Кетфељу. Њене теме су румунски део Баната, Поморишје који обухвата простор од Арада и Темишвара до границе са Србијом. Аутор је бројних књига, а најпознатија јој је књига Чувар успомена, у којој говори о животу Срба у том подручју Румуније.

### Књиге
- Чувар успомена, Темишвар, 2004.
- Време безазлености, Темишвар, 2010.
- На изворишту речи бесмртног Мориша, (пословице и изреке у Поморишју), Темишвар, 2011.
- Везак везла, (Етнографске забелешке), Темишвар, 2013.
- Тражим занат којег више нема, Темишвар, 2015.
- Разоткривање заборава, Житиште, 2017.